# Le Chant des partisans
Le Chant des partisans, ismert magyar címén Francia partizándal, vagy Francia partizáninduló, a német megszállás ellen küzdő francia ellenállási mozgalom himnusza volt a második világháború idején. Zenéjét eredetileg orosz szövegre szerezte 1941-ben Anna Marly orosz származású francia énekesnő, aki 1940-ben települt át Franciaországból Londonba. A francia szöveget 1943-ban írta az ugyancsak orosz származású Joseph Kessel és unokaöccse, Maurice Druon, akik éppen akkor csatlakoztak De Gaulle tábornok Szabad Francia Erőihez. Magyar szövegét az 1940-es évek végén írta Kende István.

## Története

### Dallam
A Francia partizándal dallamát egy orosz népdal ihlette, amely az oroszországi polgárháború alatt vált népszerűvé eltérő szöveggel mind a vörös-, mind a fehérgárdisták körében, és amely Magyarországon az Amuri partizánok dala címen ismert. A zenét Anna Marly énekesnő szerezte eredetileg anyanyelvén, oroszul írt szöveggel, Partizáninduló (La marche des partisans) vagy Gerilladal (Guerilla song) címmel.
A fütyült dallam 1943. május 17-én a BBC naponta kétszer sugárzott francia nyelvű Becsület és Haza műsorának a szignálja lett, majd később az ellenállási mozgalom tagjainak ismertetőjele, jelhangja. A BBC azért használta a dallam fütyült változatát, mert az jobban hallható volt a német rádiózavarás ellenére is.
André Gillois a francia ellenállás adásainak felelős szerkesztője elmondta Pierre Seghers francia költőnek, a későbbi neves könyvkiadónak, hogy az első adás előkészítése során, május 13-án megbeszélést tartottak a szignál ügyében is. Emmanuel d'Astier de La Vigerie író, újságíró javasolta, találkozzanak Anna Marlyval, aki akkortájt más helyek mellett egy kis francia klubban is szórakoztatta a közönséget Londonban. Aznap este az énekesnő fogadta is őket panziójában és szöveg nélkül előadott hat általa komponált dalt, amelyből kettőt választottak ki (egyikük a Partizándal volt), s másnap rögzítették azokat egy hangstúdióban. „Ő [Anna Marly] összehívott néhány zenészt, hogy egy kis együttest alakítson gitárjával, amelyhez hozott még két füttyművészt a dal bevezető szakaszához. Csakhogy ezek a profik túlságosan jól fütyültek ahhoz, hogy az utak mentén fütyörészve haladó földalatti harcosok benyomását keltsék. Ezért aztán úgy döntöttünk, hogy Astier és én váltjuk fel a specialistákat.”

### Szöveg
A francia szöveget Maurice Druon, a későbbi akadémikus és nagybátyja, Joseph Kessel írta, akik a német megszállást követően éltek menekültként az Egyesült Királyságban. Az általuk írt változatot énekelte el Germaine Sablon színész-énekesnő, aki 1943. február 6-án érkezett Londonba, hogy szerepeljen barátjának Alberto Cavalcanti filmrendezőnek Three Songs about Resistance című propagandafilmjében, amelyben három hatásos dalt terveztek előadni; egyikük a Marseillaise volt. További dalokat keresve választotta ki a rendező a Partizándalt, miután találkozott annak előadójával, Anna Marlyval.
1943. május 30-án Surrey egyik, francia menekültek által látogatott szállodájában egy iskolai füzetbe szedték versbe egyeztetés után ötleteiket Maurice Druon és Joseph Kessel, míg Germaine Sablon egy külön lapra írogatta jegyzeteit, miközben a dallamot gitáron játszó Anna Marlyt hallgatták. „Négy órára mindennel végeztünk. A főnök lánya, Nenette, teát szolgált fel; előtte énekeltem el először a Partizándalt. Azután hívtam telefonon Cavalcantit [...] hétfőn elmentem a stúdióba, ahol 11 óra 30 perckor megtörtént a hangfelvétel.” - emlékezett vissza Germaine Sablon.
Pierre Seghers megjegyzi: „A Partizándalt, amit Germaine Sablon Cavalcanti filmjében előadott, úgy tűnik, sehol máshol nem énekelték a háborúban. Semmi nyomát nem találtam a BBC-ben a felszabadulás előtt. Nem volt tehát ismert Franciaországban, csak a szignál [...] amit naponta kétszer sugároztak 1943. május 17-től 1944. május 2-ig, az utolsó adás időpontjáig.”

### Kézirat
Az eredeti kézirattal 1943. július 25-én a francia ellenállás két vezető szervezője, Emmanuel d'Astier de La Vigerie újságíró és Jean-Pierre Lévy egy Lockheed Hudson fedélzetén éjszaka titokban átrepülve a megszállt francia területeken, Lyontól mintegy 40 kilométerre északkeletre, Ambérieu mellett szállt le, ahol Paul Rivière irodalomtanár, ellenálló fogadta őket.
A dalszöveg a Cahiers de Libération 1. számában jelent meg, A partizánok (A felszabadítás dala) (Les partisans [Chant de la Libération]) címmel, 1943. szeptember 25-én. A dal, amelynek szövegét a Brit Királyi Légierő röpcédulákon szórt a megszállt területekre, az ellenállás tagjai pedig titokban terjesztették, s a börtönökben vagy a kivégzések során is énekelték, az ellenállás és a felszabadulás himnuszává vált. A második világháború befejezése után komolyan felmerült, hogy ez a dal váljék Franciaország himnuszává, végül is a Marseillaise mellett "nem hivatalos" himnusszá tették.
Az eredeti kézirat állami tulajdonba került, a Becsületrend Múzeuma állományában található. 2006. december 8-án kulturális miniszteri rendelettel „történelmi emléktárgynak” minősítették.

## A dal utóélete
1965-ben a felszabadulás 20. évfordulója alkalmából Anna Marlyt a Nemzeti Érdemrend lovagi fokozatával tüntették ki, 1985-ben pedig a Francia Köztársaság Becsületrendjének lovagi fokozatát vehette át François Mitterrand elnöktől.
Anna Marly és Germaine Sablon mellett a dal híres előadója volt többek között Josephine Baker, Yves Montand, Mireille Mathieu, Johnny Hallyday, Joan Baez és az Alekszandrov-kórus.
Anna Marly írt egy másik mozgalmi dalt is, amire Emmanuel d'Astier de La Vigerie írt szöveget A partizán panasza (La Complainte du partisan) címmel, ami az 1950-es években ugyancsak népszerű volt Franciaországban, de közel sem annyira, mint a Partizándal, főleg amióta a francia ellenállás emblematikus alakja, Jean Moulin 1964. december 19-i Panthéonba történt újratemetésekor ismét a figyelem középpontjába került. Mindamellett a A partizán panasza is nemzetközi hírnévre tett szert, miután 1969-ben Leonard Cohen felvette műsorába The Partisan címmel.

## Szövegváltozatok
| Orosz szöveg orosz szöveg: Anna Marly Песня партизан (1941) От леса до леса Дорога идёт Вдоль обрыва, А там высоко Где-то месяц плывёт Торопливо Пойдём мы туда, Куда ворон не влетит, Зверь не входит Никто, никакая сила Нас не покорит, Не отгонит Народные мстители, Мы отобьём Злую силу Пусть ветер свободы Засыплет И нашу могилу… Пойдём мы туда И разрушим до конца Вражьи сети Пусть знают, как много За правду нас легло, Наши дети!... |  | Francia szöveg szöveg: Maurice Druon és Joseph Kessel Le chant des partisans (1943) Ami, entends-tu le vol noir des corbeaux sur nos plaines? Ami, entends-tu les cris sourds du pays qu'on enchaîne? Ohé partisans, ouvriers et paysans, c'est l'alarme! Ce soir l'ennemi connaîtra le prix du sang et des larmes. Montez de la mine, descendez des collines, camarades, Sortez de la paille les fusils, la mitraille, les grenades; Ohé les tueurs, à la balle et au couteau tuez vite! Ohé saboteur, attention à ton fardeau, dynamite... C'est nous qui brisons les barreaux des prisons, pour nos frères, La haine à nos trousses, et la faim qui nous pousse, la misère. Il y a des pays où les gens au creux des lits font des rêves Ici, nous, vois-tu, nous on marche et nous on tue, nous on crève. Ici chacun sait ce qu'il veut, ce qu'il fait, quand il passe; Ami, si tu tombes, un ami sort de l'ombre à ta place. Demain du sang noir séchera au grand soleil sur les routes, Chantez, compagnons, dans la nuit la liberté nous écoute. Ami, entends-tu les cris sourds du pays qu'on enchaîne? Ami, entends-tu le vol noir des corbeaux sur nos plaines? | Magyar szöveg szöveg: Kende István Francia partizándal (1947 ?) Nem hallod-e pajtás, a varjaktól hangos a síkság? Nem hallod-e pajtás, a rab haza hogy nyögi kínját? Hahó, partizán, ifjú és leány fel, a harc vár! Meglátja ki él, hogy a honfi könny és vér nem egy krajcár. Hiába is vár már a föld meg a gyár, hagyd a tárnát. Már nem rejted el, kell a fegyver és kell a gránát. Hahó, meg ne állj, ott a golyó meg a kés, fogd a puskát, Hahó, szabotá1j, a dinamit ugye kész, rajta, fuss, vágj! Jöjj pajtás, a nép bilincsét börtönét nosza tépd szét. Ha kerget a vad, nyomorult szolgahad, meg az éhség Van hely, hol az ágy mélyén pihenőre lágy, csendes éj hull, itt nincs pihenés, menetelünk kínban és nyomorékul. Itt mind tudja, mért küzd és ontja a vért, tudja, hol jár. És egy, ha kihull, másik jő szótlanul, s ép a sor már! És holnap a nap heve szikkasztja fel vérünk patakját, Pajtás fütyöréssz, lesi már dalodat a szabadság (két sor fütyülve, két sor dúdolva) |

## Fordítás
- Ez a szócikk részben vagy egészben  a   Le chant des partisans című francia Wikipédia-szócikk ezen változatának fordításán alapul.  Az eredeti cikk szerkesztőit annak laptörténete sorolja fel. Ez a jelzés csupán a megfogalmazás eredetét és a szerzői jogokat jelzi, nem szolgál a cikkben szereplő információk forrásmegjelöléseként.